# Xanthotype vagaria
Xanthotype vagaria är en fjärilsart som beskrevs av Louis W. Swett 1918. Xanthotype vagaria ingår i släktet Xanthotype och familjen mätare. Inga underarter finns listade i Catalogue of Life.